# Eisner-díj a legjobb szerkesztőnek
Ebben a listában az Eisner-díj „legjobb szerkesztő” kategóriájának jelöltjei és nyertesei találhatóak.
| Év   | Szerkesztő                       | Munkák (és kiadók) |
| ---- | -------------------------------- | --- |
| 1997 | Tom Brevoort                     | Untold Tales of Spider-Man és Daily Bugle (Marvel Comics)                                                                                         |
| 1997 | M. M. Carwald                    | Amalgam Comics-füzetek |
| 1997 | Andy Helfer                      | Gon és Big Book of Little Criminals (Paradox Press)                                                                                               |
| 1997 | Scott Peterson és Mark Chiarello | Batman: Black and White (DC Comics) |
| 1997 | Joe Pruett                       | Negative Burn (Caliber Comics) |
| 1997 | Dan Raspler                      | Kingdom Come, Hitman, The Spectre, Sergio Aragonés Destroys the DC Universe (DC Comics)                                                           |
| 1996 | Monte Beauchamp                  | Blab! (Kitchen Sink Press) |
| 1996 | Stuart Moore                     | Swamp Thing, The Invisibles és Preacher (Vertigo)                                                                                                 |
| 1996 | Chris Oliveros                   | Drawn and Quarterly (Drawn & Quarterly) |
| 1996 | Bronwyn Taggart                  | The Big Book of Weirdos, The Big Book of Conspiracies, Brooklyn Dreams és Stuck Rubber Baby (Paradox Press)                                       |
| 1996 | Kim Thompson                     | The Acme Novelty Library, Palestine és Zero Zero (Fantagraphics Books)                                                                            |
| 1995 | Karen Berger                     | The Sandman és Sandman Mystery Theatre (Vertigo)                                                                                                  |
| 1995 | Andy Helfer                      | Big Book of Urban Legends (Paradox Press) |
| 1995 | Dwayne McDuffie                  | Worlds Collide, Xombi és Shadow Cabinet (Milestone Media)                                                                                         |
| 1995 | Bob Schreck                      | Madman, Dark Horse Presents és Rascals in Paradise (Dark Horse Comics)                                                                            |
| 1995 | Diana Schutz                     | Grendel Tales, American Splendor és The Dance of Lifey Death (Dark Horse Comics)                                                                  |
| 1994 | Karen Berger                     | The Sandman és Death: The High Cost of Living (Vertigo)                                                                                           |
| 1994 | Mike Carlin                      | Superman-füzetek (DC Comics) |
| 1994 | Diana Schutz                     | Batman/Grendel (Comico Comics, DC Comics), 1001 Nights of Bacchus, Grendel Tales, The Jam (Dark Horse Comics) és American Splendor (Harvey Pekar) |
| 1993 | Karen Berger                     | The Sandman, Shade, the Changing Man (Vertigo) |
| 1993 | Steve Bissette                   | Taboo (SpiderBaby Graphix, Tundra Publishing) |
| 1993 | Archie Goodwin                   | Legends of the Dark Knight, Batman: Sword of Azrael és Deadman: Exorcism                                                                          |
| 1993 | Gary Groth                       | Bleeding Heart, Eightball, Love and Rockets, Pictopia, The Comics Journal és más kiadványok (Fantagraphics Books)                                 |
| 1993 | Chris Oliveros                   | Drawn and Quarterly (Drawn & Quarterly) |
| 1992 | Karen Berger                     | The Sandman, Shade, the Changing Man, Kid Eternity és Books of Magic (Vertigo)                                                                    |
| 1992 | Mike Carlin                      | Superman-füzetek és Psycho (DC Comics) |
| 1992 | Barbara Kesel                    | Badlands, Aliens: Genocide és Star Wars (Dark Horse Comics)                                                                                       |
| 1992 | Diana Schutz                     | Billi 99, Batman Versus Predator és Predator: Big Game (Dark Horse Comics)                                                                        |
| 1992 | Randy Stradley                   | Dark Horse Presents és Give Me Liberty (Dark Horse Comics)                                                                                        |